# 피터 세러피너위치
피터 세러피너위치(Peter Serafinowicz, 1972년 7월 10일 ~ )는 잉글랜드의 배우, 희극인, 감독, 영화 각본가이다.

## 출연 작품

### 영화
- 스타워즈 에피소드 1: 보이지 않는 위험 (1999)
- 새벽의 황당한 저주 (2004)
- 칼슘 키드 (2004)
- 런, 팻보이, 런 (2007)
- 가디언즈 오브 갤럭시 (2014)
- 스파이 (2015)
- 씽 (2016) - 애니메이션
  - 씽2게더 (2021)
- 존 윅: 리로드 (2017)
- 고잉 인 스타일 (2017) - 머피 역
- 라스트 크리스마스 (2019) - 공연 제작자 역

### 텔레비전
- 팍스 앤 레크리에이션 (2013-15)
- 닥터 후 (2015)
- 더 틱 (2016-19)

### TV 애니메이션
- 사우스 파크 (2006-15)
- 아처 (2011-13)
- 아메리칸 대드! (2012)
- 심슨 가족 (2018)
- 밥스 버거스 (2019)
- 릭 앤 모티 (2023)

### 비디오 게임
- 다크 소울 II (2014)
- 데이어스 엑스: 맨카인드 디바이디드 (2016)